# Jekaterina Iwanowna Kosizkaja

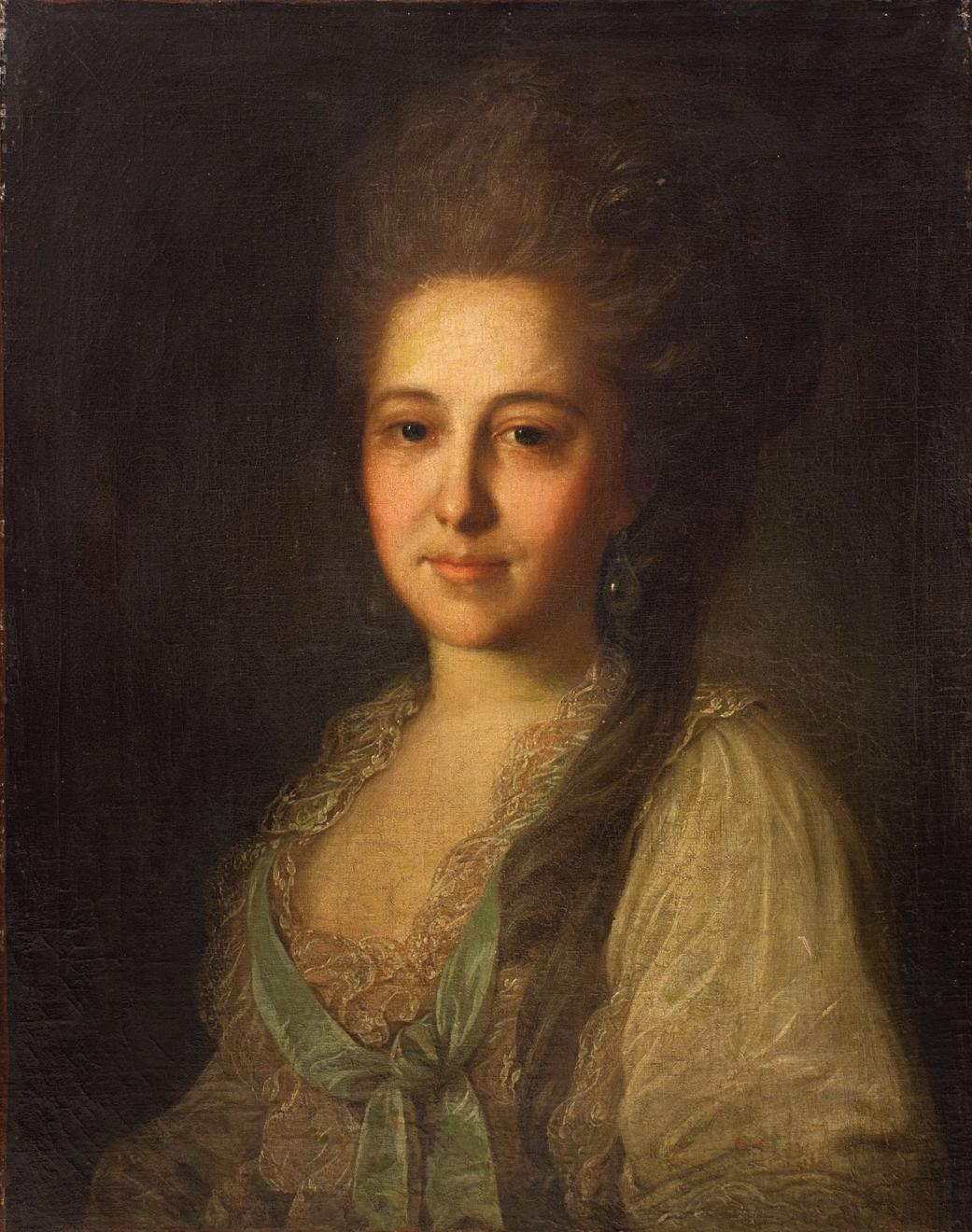
Jekaterina Iwanowna Kosizkaja (F. S. Rokotow, um 1780)

Jekaterina Iwanowna Kosizkaja, geboren Mjasnikowa, (russisch Екатерина Ивановна Козицкая, урожд. Мясникова; * 24. Oktoberjul. / 4. November 1746greg.; † 6. Maijul. / 18. Mai 1833greg.) war eine russische Unternehmerin.

## Leben
Kosizkaja war die jüngste der vier Töchter und Erbinnen des sehr reichen Unternehmers Iwan Mjasnikow (1710–1780). Sie lernte 1767 in Simbirsk den Staatssekretär Katharinas II. Grigori Kosizki (1724–1775) kennen und heiratete ihn vier Jahre später. Die Mitgift bestand aus drei Kupferhütten im Ural und 19.000 Leibeigenenseelen entsprechend ihrem Erbviertel. Die Kaiserin schenkte ihm anlässlich der Hochzeit 10.000 Rubel. Sie bekam zwei Töchter: Alexandra (1772–1850) heiratete den Offizier und Diplomaten Jean-François de Laval de La Loubrerie (1761–1846, Tochter Jekaterina Trubezkaja), während Anna (1773–1846) die zweite Frau des Diplomaten Alexander Belosselski (1752–1809) wurde.

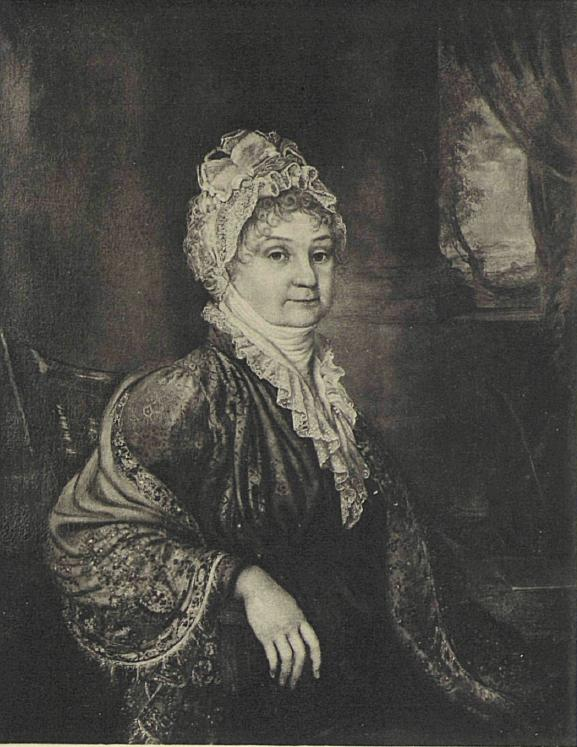
Jekaterina Iwanowna Kosizkaja (W. L. Borowikowski, um 1815)

Nach dem Tod ihres Vaters verwaltete Kosizkaja selbständig und erfolgreich die ererbten Hüttenwerke. Trotz unzureichender Bildung und fehlender Fremdsprachenkenntnisse nahm sie dank ihrer natürlichen Intelligenz eine herausragende Stellung am Hof Katharinas II. in St. Petersburg ein. Sie sorgte für den Bau von Stadt- und Landhäusern für ihre Familie. Sie erwarb 1784 das Landgut Schabolowo bei Moskau und baute es neu auf. Sie begann in der Nähe von Moskau den Ausbau des Landguts Ljalowo mit der Geburtskirche der Gottesmutter Maria, die die Begräbnisstätte der Familie ihrer jüngsten Tochter wurde. Auch gehörte ihr das Dorf Welidnikowo. In Moskau selbst baute der Architekt Matwei Kasakow in den 1790er Jahren für sie das Haus Twerskaja-Straße 14 um, das dann 1901–1918 der Feinkostladen Jelissejew war und heute einer der edelsten Supermärkte Moskaus ist.

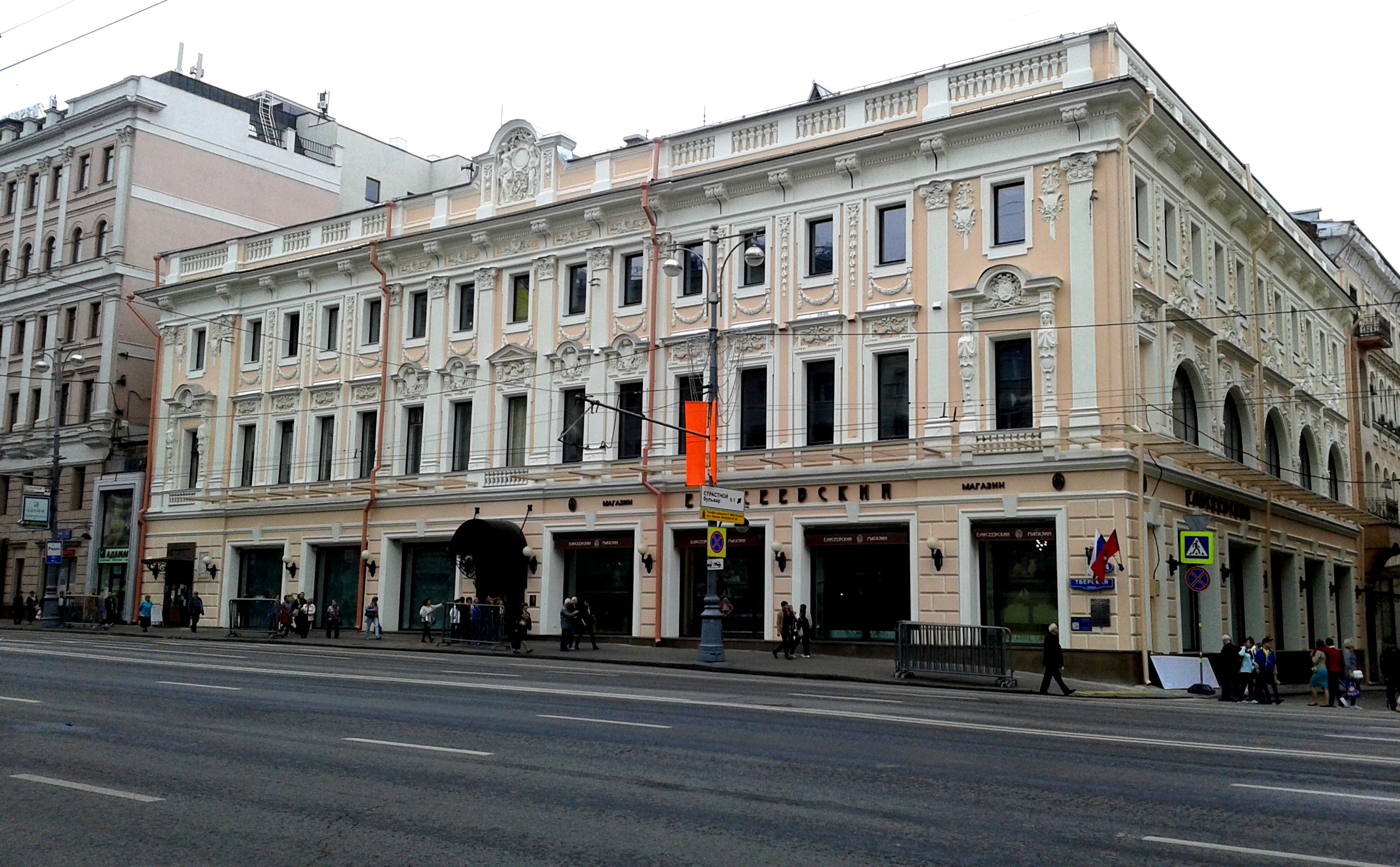
Kosizkajas Haus, Twerskaja-Straße 14, Moskau

Kosizkaja starb am 18. Mai 1833 und wurde drei Tage später in St. Petersburg auf dem Lazarus-Friedhof am Alexander-Newski-Kloster bestattet. Das Denkmal am Eingang der Lazarus-Kirche ist eine Marmor-Halbsäule mit Inschrift des Schwiegersohns Alexander Belosselski.